# Джемо
Джемо (Тямё) (англ. Jemo, марш. Jemo̧ , Jāmo̧  [tʲææ̯mʲæ͡ɒɒ̯]) — необитаемый остров в Тихом океане в цепи Ратак (Маршалловы Острова) северо-восточнее атолла Ликиеп. Площадь — 0,16 км². Расположен на юго-западе узкого подводного хребта, который простирается на северо-восток на несколько километров.